# Rodolfo Barra
Rodolfo Carlos Barra (Buenos Aires, 19 de diciembre de 1947) es un abogado, doctor en ciencias jurídicas, profesor y catedrático universitario y político argentino. A partir de 1989, durante la presidencia de Carlos Menem, ejerció diversos cargos: fue secretario de Obras Públicas de la Nación, viceministro de Obras y Servicios Públicos, secretario del Ministerio del Interior, Juez de la Corte Suprema de Justicia de la Nación, Convencional Constituyente Nacional durante la reforma de 1994, ministro de Justicia de la Nación y presidente del Directorio del Organismo Regulador del Sistema Nacional de Aeropuertos. En 1996 presentó su renuncia como ministro de Justicia a pedido del presidente Menem debido a la polémica que surgió sobre su vinculación a la Unión Nacionalista de Estudiantes Secundarios.
En 1999 fue nombrado presidente de la Auditoría General de la Nación, durante el gobierno de Fernando de la Rúa. En diciembre de 2023 se anunció que el presidente electo Javier Milei lo designaría como el nuevo procurador del Tesoro de la Nación, cargo en el que se mantuvo hasta enero de 2025. 

## Biografía
En su juventud perteneció a la Unión Nacionalista de Estudiantes Secundarios, una organización política juvenil, ligada al Movimiento Nacionalista Tacuara, de perfil afín al fascismo.  Según el diario Página/12, habría sido arrestado por un atentado contra una sinagoga.
Egresado en 1970 de la Universidad Católica Argentina con el título de abogado, y especializado en derecho administrativo, durante los años siguientes fue docente de esa Universidad.
En 1974 colaboró con el rector interventor de la Universidad de Buenos Aires, Alberto Ottalagano, de conocida filiación fascista, como delegado interventor de la Escuela de Servicio Social de esa Universidad; ejerció ese cargo hasta el año 1977.Tras dejar en 1977 su cargo universitario, ejerció como abogado en la actividad privada.
En julio de 1989 fue nombrado viceministro de Obras y Servicios Públicos de su país por el presidente Carlos Menem, secundando al ministro de esa cartera, Roberto Dromi. El 18 de diciembre de ese año, tras haberse iniciado el proceso de privatización de la mayor parte de las empresas públicas argentinas, fue nombrado secretario del Interior. Durante ambas gestiones fue el promotor de la doctrina jurídica de la “intangibilidad de la retribución del co-contratante particular”, una norma que disminuía a niveles mínimos el riesgo empresario de las empresas que contrataran obras públicas, y que fue signada como culpable de resonantes casos de enriquecimiento de contratistas del estado.
El 25 de abril de 1990 asumió como ministro de la Corte Suprema de Justicia de la Nación Argentina, nombrado por el presidente Menem con acuerdo del Senado.  Fue acusado de integrar una corte que votaba en todas las cuestiones en que estuviera implicado o interesado el gobierno nacional formando una "mayoría automática". Renunció el 20 de diciembre de 1993.
El 16 de junio de 1994 asumió como ministro de Justicia de la Nación. En ese cargo fue autor de la idea de reunir distintas dependencias del Poder Judicial argentino en las instalaciones desmanteladas del Puerto Nuevo de Buenos Aires. Propuso la reforma del Código Procesal Penal y construyó algunas cárceles.
Fue el autor de la llamada "Ley Mordaza", un proyecto que buscaba limitar la actividad de la prensa. También fue autor de un proyecto de ley para facilitar el cobro de los juicios contra el estado, por el cual se enfrentó con el ministro de economía Domingo Cavallo. En 1994 fue Convencional Constituyente de la Nación.
El 10 de julio de 1996 presentó su renuncia a pedido del presidente Menem, debido al escándalo político que había causado la difusión de su antigua pertenencia a la Unión Nacionalista de Estudiantes Secundarios. Antes de presentar su renuncia, Barra se había reunido con la DAIA y pedido disculpas por sus actividades juveniles; pese a ello, las críticas no cesaron hasta la renuncia del ministro.Se lo acusaba de tener vínculos con grupos relacionados con el nazismo.
Algunos meses después de su renuncia, fue designado presidente del Directorio del Organismo Regulador del Sistema Nacional de Aeropuertos. El 13 de diciembre de 1999 asumió como presidente de la Auditoría General de la Nación, y ejerció ese cargo hasta el 1 de febrero de 2002.
Durante la presidencia de Néstor Kirchner fue acusado y sobreseído de irregularidades durante su paso por la Auditoría General de la Nación al desestimar una demanda por perjuicios económicos por parte de los exempleados de la privatizada Entel.
En 2010 fue uno de los promotores de la candidatura presidencial de Alberto Rodríguez Saá.
Además, es profesor de derecho administrativo en la Facultad de Derecho de la Universidad Católica Argentina y de las materias de derecho administrativo y derecho constitucional en la Universidad Nacional de La Matanza, y director de la "Diplomatura en Contratos del Estado e Infraestructura Pública" de la Universidad Austral.
En diciembre de 2023 fue anunciado como futuro Procurador del Tesoro de la Nación por el presidente electo Javier Milei. Debido a su pasado ligado con Tacuara, el nombramiento generó repudios de organizaciones judías de derechos humanos, tales como el Llamamiento Argentino Judío, el Foro Argentino Contra el Antisemitismo y Meretz Argentina. La posibilidad generó controversias debido también a su edad avanzada.
Barra presentó su renuncia al cargo de Procurador del Tesoro el 25 de enero de 2025, esta misma fue oficializada el 28 de enero de 2025.

### Opiniones
Está a favor de derogar la ley que permite la interrupción voluntaria del embarazo en Argentina.

## Publicaciones
- Principios de derecho administrativo, 1980.
- Contrato de obra pública, 3 tomos 1984-1986-1988.
- Los actos administrativos contractuales, 1989.
- El Jefe de Gabinete en la Constitución Nacional, 1995.
- La protección constitucional del derecho a la vida, 1996.
- Los derechos del por nacer en el ordenamiento jurídico argentino, 1997.
- Fuentes del ordenamiento de la integración, 1998.
- Tratado de derecho administrativo, 3 tomos 2002-2003-2006.
- Temas de derecho público, 2008.
- Derecho Público Canónico - la organización de la Iglesia Católica, volumen I, 2012.